# Selvindsigt
Selvindsigt er et menneskes kendskab til sig selv, der ofte knyttes til selvforståelse eller selverkendelse. Ideen har siden oldtiden både spillet en vigtig rolle i vestlig og østlig filosofi, religion og psykologi. At have selvindsigt bliver blandt andet forbundet med at kunne leve etisk, have selvbevidsthed og selvværd samt at have evnen til næstekærlighed.

## Vestlig filosofi, religion og psykologi
Selvindsigt og selvkendskab har spillet en vigtig rolle i den vestlige filosofis historie siden antikken. Inden for den tidlige græske kultur, sættes ideen gerne i forbindelse med udsagnet “kend dig selv”, hvor et menneske måtte kende sine egne fejl og begrænsninger. Ideen blev en grundsten i Sokrates` filosofi, hvor mennesket måtte søge i indsigt i sig selv og sine egne uhensigtsmæssige tilbøjeligheder. Dermed kunne mennesket, ifølge Sokrates, drage omsorg for sin egen psyke og få et godt liv som et etisk menneske. Sokrates påvirkede senere filosoffer, og for kynisme blev selvindsigt derfor vigtig for etik, og i stoicismen blev selvindsigt vigtig for, at et menneske kunne håndtere sine følelser og handle med fornuft. Som hos filosoffen Lucius Anneus Seneca, der betoner vigtigheden af selvundersøgelse. Han giver blandt andet i Om vrede et indblik i, hvordan mennesket må lære sin egen vrede at kende for at kunne overvinde den fornuftigt. Samt filosoffen Marcus Aurelius, der skrev bogen Meditationer, hvor han undersøger sine egne tanker og tilbøjeligheder for at blive et etisk menneske. Her var selvindsigt således vigtig for at kunne overvinde de umoralske laster, som man ellers ville være blind over for. Senere smeltede ideen sammen med kristendommen, og fik blandt andet en udvidet betydning hos den kristne filosof Augustin, hvor selvindsigt og selverkendelse er nødvendige for at kunne leve et moralsk liv. Augustin skrev blandt andet bogen Bekendelser, der betragtes som et hovedværk i kristen filosofi og teologi. Her undersøgte Augustin sig selv og sit liv med henblik på at kunne overvinde sin egoisme og vende sig mod noget større. Bogen blev en vigtig inspiration for Søren Kierkegaard, der i Sygdommen til døden hævdede, at mennesket kun kunne få eksistens ved at blive selvbevidst. Hos Kierkegaard er dette selv er dog ikke nogen kerne, men en forholden sig bevidst til sig selv som en livslang opgave. Kun derigennem kan mennesket blive sandt næstekærligt, ifølge Kierkegaard. Han betragtede mennesket uden selvindsigt som en spidsborger, der ikke havde egentlig eksistens.
Begrebet selvindsigt har fået en stor betydning inden for moderne psykologi, ledelse og filosofi, hvor det anvendes på flere forskellige måder. Den danske filosof Ole Fogh Kirkeby fremstiller blandt andet selvindsigt som et vigtigt mål for den filosofiske samtaleform protreptik. Ifølge Kirkeby er det således vigtigt, af mennesket kan vende sig imod sig selv, for at det kan blive afklaret og finde frem til sine værdier.

## Østlig filosofi og religion
Begrebet har også haft en stor betydning i østlig filosofi og religion, og ifølge det kinesiske værk Tao Te Ching er selvindsigt en forudsætning for at opnå livsklogskab. Bogen er et hovedværk inden for kinesiske taoisme, som er en skole inden for kinesisk filosofi. Taoismen ser selvindsigt som en vigtig vej til, at mennesket kan få få et harmonisk liv.
Selvindsigt er desuden en kerne i yoga, som har fokus på at hjælpe med at finde ind til selvet. Yoga er en indisk filosofi, der går mere end 2000 år tilbage i tiden, og bliver praktiseret på forskellige måder, blandt andet i den vestlige verden. Den danske filosof Simon Krohn redegør for yogaen som selvindsigt og selvudvikling i bogen Nærmere noget. Selvindsigt spiller også en central rolle i buddhismen, der er en indisk religion og filosofi. Her er selvindsigt vigtig for at overvinde de tre sindsgifte uvidenhed, grådighed og had. Buddhisten Dalai Lama skrev blandt andet bogen Om selvindsigt, der hævder, at mange menneskelige problemer skyldes mangel på selvindsigt. Ved at få større indsigt i sig selv, kan mennesket således overvinde lidelse og komme til at leve et mere etisk liv, ifølge Lama.